# Otto Dietrich
Jacob Otto Dietrich (Bruchsal, 31 agosto 1897 – Düsseldorf, 22 novembre 1952) è stato un politico, giornalista, scrittore e militare tedesco.

## Biografia
Dopo aver partecipato alla prima guerra mondiale, venendo decorato con una Croce di Ferro di prima classe, nel 1921 si laureò in scienze politiche all'Università di Friburgo. Fu in seguito vice-direttore del quotidiano regionale Nationalzeitung e direttore commerciale del quotidiano Augs-burger Zeitung. Nel 1929 aderì al Partito Nazista e due anni dopo fu messo a capo dei servizi stampa del partito, entrando a far parte dell'entourage più stretto di Adolf Hitler e curando la campagna elettorale dell'anno successivo. Membro delle SS  dal 1932, assurse alla carica di SS-Obergruppenführer.
Fu autore di diversi libri a sfondo propagandistico, in particolare di Mit Hitler an die Macht (Con Hitler al potere, 1933), che all'epoca fu un vero e proprio best seller vendendo oltre 250 000 copie.  Dal 1937 fino alla sconfitta del Reich nella seconda guerra mondiale fu segretario di stato del ministero della propaganda guidato da Joseph Goebbels e capo dei servizi stampa del Reich.
Nel dopoguerra fu imprigionato in un campo d'internamento inglese, venendo liberato nel 1950. Nel 1955, tre anni dopo la sua morte, fu pubblicata la sua autobiografia, Zwölf Jahre mit Hitler (Dodici anni con Hitler).